# Gösta Arvidsson
för författaren se Gösta Arvidsson (författare).
Gösta Åke Vilhelm Arvidsson, född 21 augusti 1925 i Falköping, död 16 februari 2012 i Skövde, var en svensk friidrottare i kulstötning. 
Vid OS London 1948 kom han på femte plats. Han vann SM-guld i kulstötning åren 1950 och 1951. Han tävlade för Falköpings AIK.
Gösta Arvidsson är begravd på Kinneveds kyrkogård.